# Lúcio Valério Publícola
Lúcio Valério Publícula (em latim: Lucius Valerius Poplicola) foi um político da gente Valéria nos primeiros anos da República Romana, eleito tribuno consular por cinco vezes, em 394, 389, 387, 383 e 380 a.C.. É descendente de Públio Valério Publícola, cônsul em 475 a.C..

## Primeiro tribunato consular (394 a.C.)
Em 394 a.C. foi eleito com Marco Fúrio Camilo, Caio Emílio Mamercino, Espúrio Postúmio Albino Regilense, Públio Cornélio Cipião e Lúcio Fúrio Medulino (cônsul em 413 a.C.). A Fúrio Camilo foi encarregada a campanha contra os faliscos que acabou com a rendição de Falérios à Roma. Camilo aproveitou a oportunidade para desviar a atenção dos difíceis conflitos sociais que assolavam cidade focando a população num único conflito externo. Ele cercou Falérios e, depois de rejeitar como imoral a proposta de um professor local de entregar a maior parte das crianças locais aos romanos, os falérios ficaram muito agradecidos e juraram lealdade aos romanos<.
A Caio Emílio e Espúrio Postúmio foi encarregada a campanha contra os équos. Os dois tribunos, depois de haver derrotado os inimigos em uma batalha campal, decidiram que, enquanto Caio Emílio ficaria responsável por Verrugine, Postúmio seguiria saqueando o território dos équos. Mas os romanos, durante esta ação, foram surpreendidos e derrotados por um ataque dos équos. Apesar da derrota e do fato de muitos soldados da guarnição de Verrugine estarem refugiados em Túsculo temendo um novo ataque dos équos, Postúmio conseguiu reorganizar o exército e obteve vitória completa contra os équos.

## Segundo tribunato consular (389 a.C.)
Em 389 a.C., foi eleito novamente, desta vez com Lúcio Vergínio Tricosto, Públio Cornélio, Aulo Mânlio Capitolino, Lúcio Emílio Mamercino e Lúcio Postúmio Albino Regilense.
Durante seu mandato, os romanos, liderados por Marco Fúrio Camilo, nomeado ditador pela terceira vez, derrotou os volscos, que se renderam depois de setenta anos de guerra, os équos e os etruscos, que estavam cercando a cidade aliada de Sutri. Lúcio Emílio Fúrio Camilo ficou no comando de um contingente de soldados estacionados em Veios para enfrentar um eventual ataque etrusco enquanto o ditador conduzia a campanha. Aulo Mânlio ficou responsável pelo comando da defesa de Roma.

## Terceiro tribunato consular (387 a.C.)
Dois anos depois, foi novamente eleito, com Lúcio Papírio Cursor, Lúcio Emílio Mamercino, Cneu Sérgio Fidenato Cosso e Licínio Menênio Lanato.
Os tribunos da plebe responderam à questão do assentamento do Pântano Pontino, tomado dos volscos, e criaram quatro novas tribus, Stellatina, Tromentina, Sabatina e Arniense, elevando o número total de tribos a vinte e cinco.

## Quarto tribunato consular (383 a.C.)
Em 383 a.C., foi eleito pela quarta vez, com Sérvio Sulpício Rufo, Lúcio Emílio Mamercino, Aulo Mânlio Capitolino, Lúcio Lucrécio Tricipitino Flavo e Marco Trebônio.
Em Roma chegaram diversas notícias de revoltas, dos sobreviventes volscos, dos prenestinos, outra entre os habitantes de Lanúvio, contra os quais foi declarada a guerra, mas que não pôde ser travada naquele ano por conta de mais uma epidemia e da fome resultante que se abateu sobre Roma.

## Quinto tribunato consular (380 a.C.)
Em 380 a.C., foi eleito, segundo os Fastos Capitolinos, com Caio Sulpício Pético, Sérvio Cornélio Maluginense, Cneu Sérgio Fidenato Cosso, Licínio Menênio Lanato, Lúcio Emílio Mamercino, Tibério Papírio Crasso, Lúcio Papírio Crasso (ou Mugilano) e Públio Valério Potito Publícola. Lívio nomeia seis cônsules para o ano: Lúcio e Públio Valério, o primeiro pela quinta vez e o segundo, pela terceira, Caio Sérgio, pela terceira vez, Licínio Menênio, pela segunda vez, e depois Públio Papírio e Sérvio Cornélio Maluginense.
O ano foi marcado pela disputa entre patrícios e plebeus sobre a questão dos cidadãos romanos caídos em escravidão por dívidas. Deste conflito se aproveitaram os prenestinos, que chegaram até a Porta Colina. Para tratar de derrotar o inimigo externo, mas ainda assim limitando os poderes dos tribunos da plebe, o Senado nomeou ditador Tito Quíncio Cincinato Capitolino, que levou os romanos à vitória.